# 麦地龙香茶菜
麦地龙香茶菜（学名：Isodon medilungensis），为唇形科香茶菜属下的一个植物种。